# Krwawnik (powieść)
Krwawnik – powieść z gatunku magii i miecza, której autorem jest Karl Edward Wagner. Tytuł oryginału: Bloodstone (wyd. 1975). W Polsce ukazał się jako jeden z pięciu tomów wydanych w 1991 roku przez Phantom Press International Gdańsk. Inny tytuł to Pierścień z krwawnikiem.

## Dane
- Redaktor: Olaf Szewczyk. Redaktor serii: Janusz M. Piszczek.
- ISBN 83-85276-05-X
- Opis fizyczny: 245, [1] s. ; 20 cm.